# 라슈카구

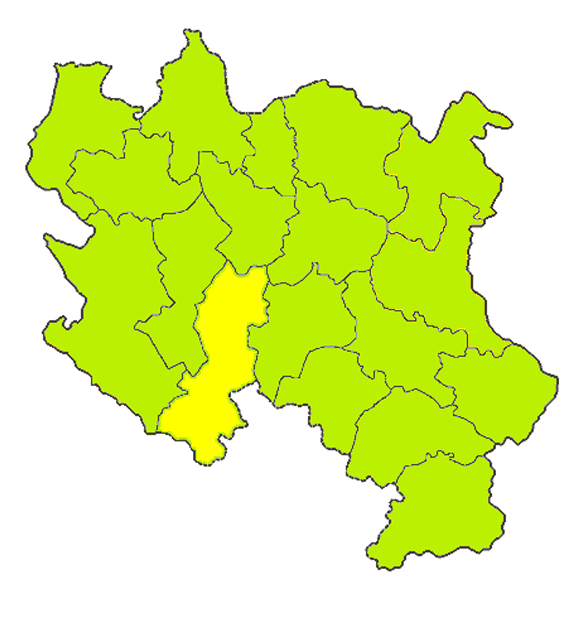
라슈카 구의 위치

라슈카구(세르비아어: Рашки округ, Raški okrug)는 세르비아 남서부에 위치한 구로 행정 중심지는 크랄레보이며 면적은 3,918km2, 인구는 291,230명(2002년 인구 조사 기준), 인구 밀도는 74.3명/km2이다.

## 지방 자치체
5개 지방 자치체와 9개 군, 350개 마을을 관할한다.
- 크랄레보 (Kraljevo)
- 브르냐치카바냐 (Vrnjačka Banja)
- 라슈카 (Raška)
- 노비파자르 (Novi Pazar)
- 투틴 (Tutin)

## 인구
인구와 민족 분포는 2002년 인구 조사를 기준으로 한다.
- 세르비아인: 189,845명
- 보스니아인: 93,921명
- 무슬림: 1,895명
- 로마인: 1,279명

| 연도  | 인구    | ±% p.a. |
| ----- | ------- | ------- |
| 1948  | 186,092 | —       |
| 1953  | 206,008 | +2.05%  |
| 1961  | 228,991 | +1.33%  |
| 1971  | 251,230 | +0.93%  |
| 1981  | 282,644 | +1.19%  |
| 1991  | 300,274 | +0.61%  |
| 2002  | 291,230 | −0.28%  |
| 2011  | 309,258 | +0.67%  |
| 출처: |         |         |

## 같이 보기
- 세르비아의 행정 구역